# Pehr Adolf von Bonsdorff
Pehr Adolf von Bonsdorff, född 27 oktober 1791 i Åbo, död 11 januari 1839 i Helsingfors, var en finländsk kemist, son till Gabriel von Bonsdorff.
Bonsdorff vann den filosofiska graden 1815, blev docent i kemi 1816, adjunkt 1818 och professor 1823. Han hörde till Berzelius mest framstående elever. Han var en bland de verksammaste stiftarna av Finska Vetenskaps-Societeten (1838).
Bland hans arbeten må nämnas de i Kungl. Vetenskapsakademiens handlingar införda uppsatserna Försök  att bestämma sammansättningen af de mineralier, hvilka kristallisera i amfibolens form (1821) och Om atmosferiska luftens inverkan vid metallers oxidation (1836, belönad med lindblomska guldmedaljen).